# ドミノ・ハーヴェイ
ドミノ・ハーヴェイ（Domino Harvey、1969年8月9日 - 2005年6月27日）は、イギリスのバウンティハンター。35歳没。

## 生涯
1969年8月9日、イングランド・ロンドンにて、俳優のローレンス・ハーヴェイとモデルのポーリーン・ストーンの娘として生まれる。名前のドミノはドミニク・サンダに由来する。ソフィーという異父姉がいる。1973年にローレンスが亡くなる。
15歳の時にフォード・モデルズに所属し、モデルとしてキャリアを始める。また、ロンドンのナイトクラブの経営もしていたといわれている。19歳または20歳の時にアメリカ合衆国ロサンゼルス市内のビバリーヒルズに移住。
モデルを辞め、様々な職業に就く。新聞に掲載された「バウンティ・ハンター募集」を見て、賞金稼ぎとなる。
モデル時代から麻薬中毒であり、リハビリ施設にいたこともあった。2005年6月27日、ウェスト・ハリウッドにある自宅の浴槽で亡くなった。死因は薬物のオーバードースとみられている。同年7月に行われた葬儀にはトニー・スコットやミッキー・ロークなども参列した。

## 映画化
2005年に『ドミノ』として公開。監督：トニー・スコット、主演：キーラ・ナイトレイ。

## 出演

### 映画
- ドミノ （2005年）
映画のラストで、ドミノ・ハーヴェイ本人が少しだけ出演している。